# Hornwerk (Saarlouis)

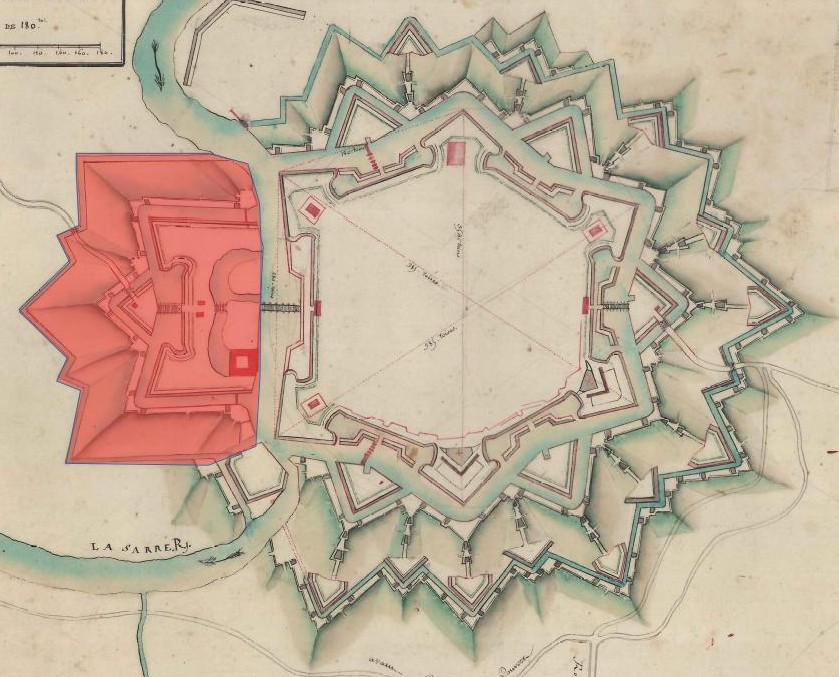
Festung Saarlouis mit in rot hervorgehobenem Hornwerk

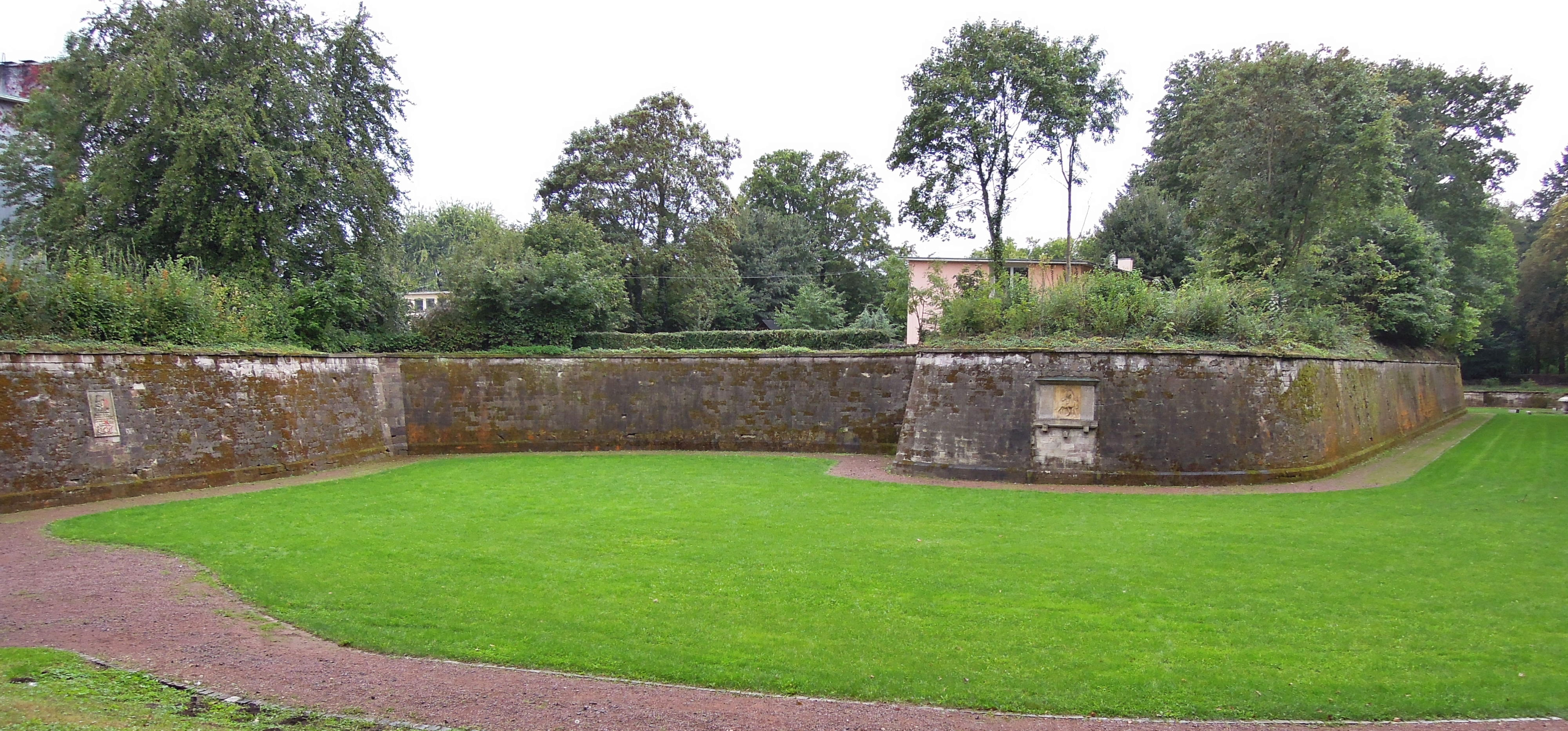
Festungsmauer mit Gedenktafeln

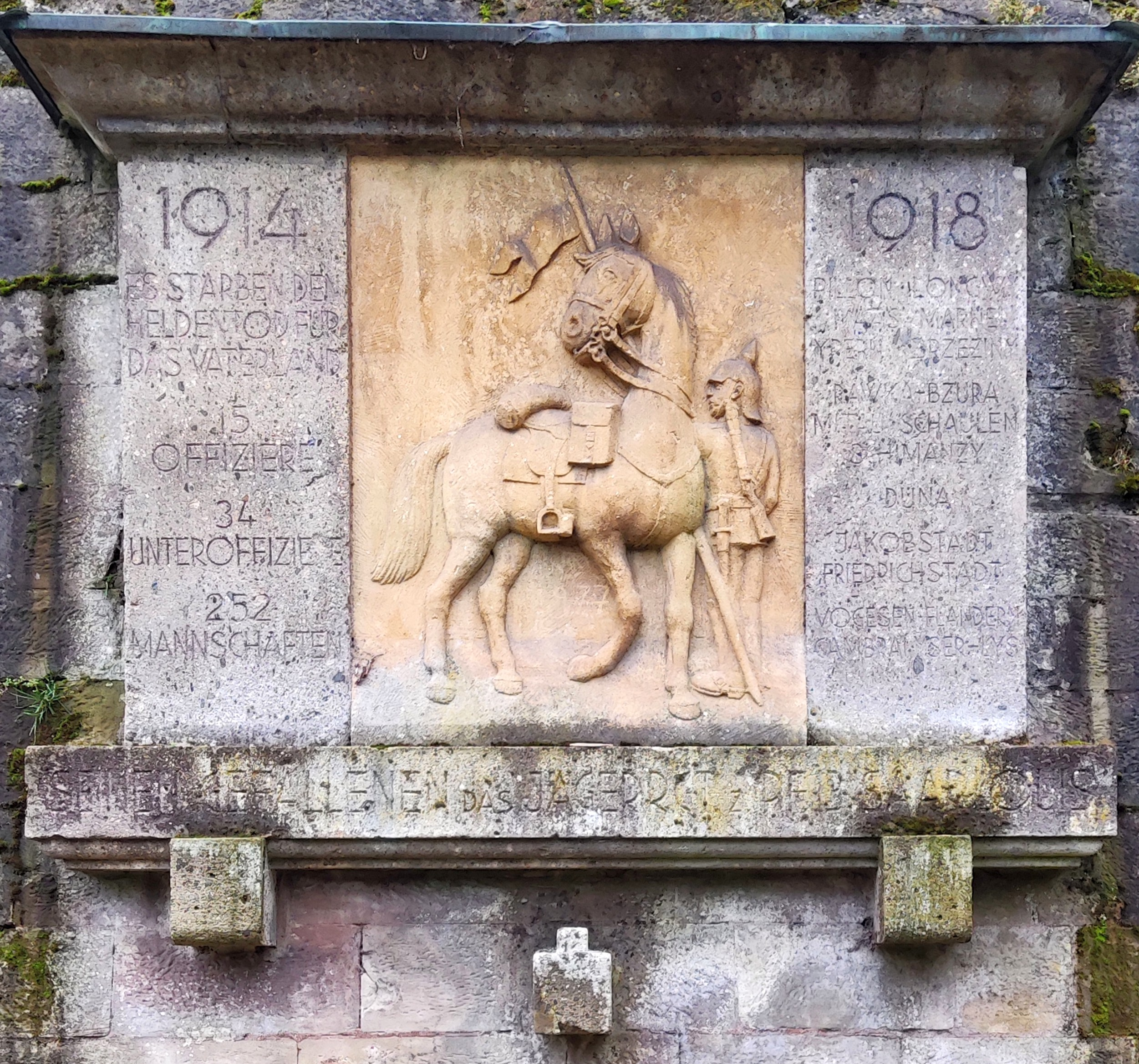
Gedenktafel für die Gefallenen des Jäger-Regiments zu Pferde Nr. 13

Das Hornwerk Saarlouis ist Teil der Festungsanlage Saarlouis. Auf dem erhaltenen Teil des Hornwerks befindet sich das Gymnasium Am Stadtgarten. Das Bauwerk steht unter Denkmalschutz und wird auf der Liste der Baudenkmäler des Saarlandes als Einzeldenkmal geführt: „Hornwerk, Eckbastion, Gedenktafeln“. An der Festungsmauer⊙ waren zwei Gedenktafeln angebracht. Die erste, noch existierende, erinnert an die im Ersten Weltkrieg gefallenen 15 Offiziere, 34 Unteroffiziere und 252 Mannschaften des Jäger-Regiments zu Pferde Nr. 13.

Die zweite, mittlerweile entfernte, Gedenktafel erinnerte an das Maschinengewehrbataillons 13 in Dänemark, Norwegen, Finnland und Russland im Zweiten Weltkrieg, mit der Inschrift "M.G. BTL. 13 / SAARLOUIS / EINSATZ IN / DÄNEMARK / NORWEGEN / FINNLAND". Das Bataillon wurde in Friedenszeiten 1938 in Saarlautern aufgestellt und war in der Graf-Werder-Kaserne stationiert. Es ging aus dem Jägerregiment Nr. 13 hervor. Die Gedenktafel war unter der Rubrik „Kunst im öffentlichen Raum“ des Instituts für aktuelle Kunst gelistet und ungenau mit „wohl nach 1955“ datiert, dem Jahr der Abstimmung über das zweite Saarstatut. Das genaue Datum der Implementierung war September 1981 anlässlich eines Ehemaligentreffens der Bataillonsangehörigen im festlichen Rahmen unter Beteiligung der Obrigkeit (Bürgermeister Willi Jakob, Oberbürgermeister Manfred Henrich und Dechant Heidger), der Bundeswehr, des Bataillonskommandeurs Rudi Borreck, der Arbeitsgemeinschaft Traditionsverbände, des Bundes Deutscher Fallschirmjäger sowie der Verbände Deutscher Soldaten und Deutsches Afrika-Korps. Im Anschluss an einen von Dr. Edi Fries gehaltenen Gottesdienst wurde die Tafel von Oberstudienrat Werner Recktenwald eingesegnet. Nach vier Dekaden wurde die Tafel zum Politikum. In der entsprechenden Klageabweisung wird einerseits die Wertfreiheit festgestellt. Ihr (der Gedenktafel) kommt daher ein rein informatorischer Charakter ohne jede Wertung zu. Andererseits  wird in demselben Beschluss die Intension der Erinnerung an Opfer festgestellt. Die Steinplatte eines unbekannten Urhebers erinnert an die Gefallenen des Maschinen-Gewehr-Bataillons Nr. 13. Zudem wurde die Tafel unter dubiosen Umständen an der denkmalgeschützten Festungsmauer angebracht, jedoch dann selbst unter Denkmalschutz genommen. Um die Wogen zu glätten, wurde die Tafel im Dezember 2021 mit einem Sichtschutz abgedeckt. Mittlerweile wurde sie abgenommen und befindet sich unter der Obhut des historischen Museums Saar in Saarbrücken.

Chronologie der Gedenktafel für das MG-Btl 13
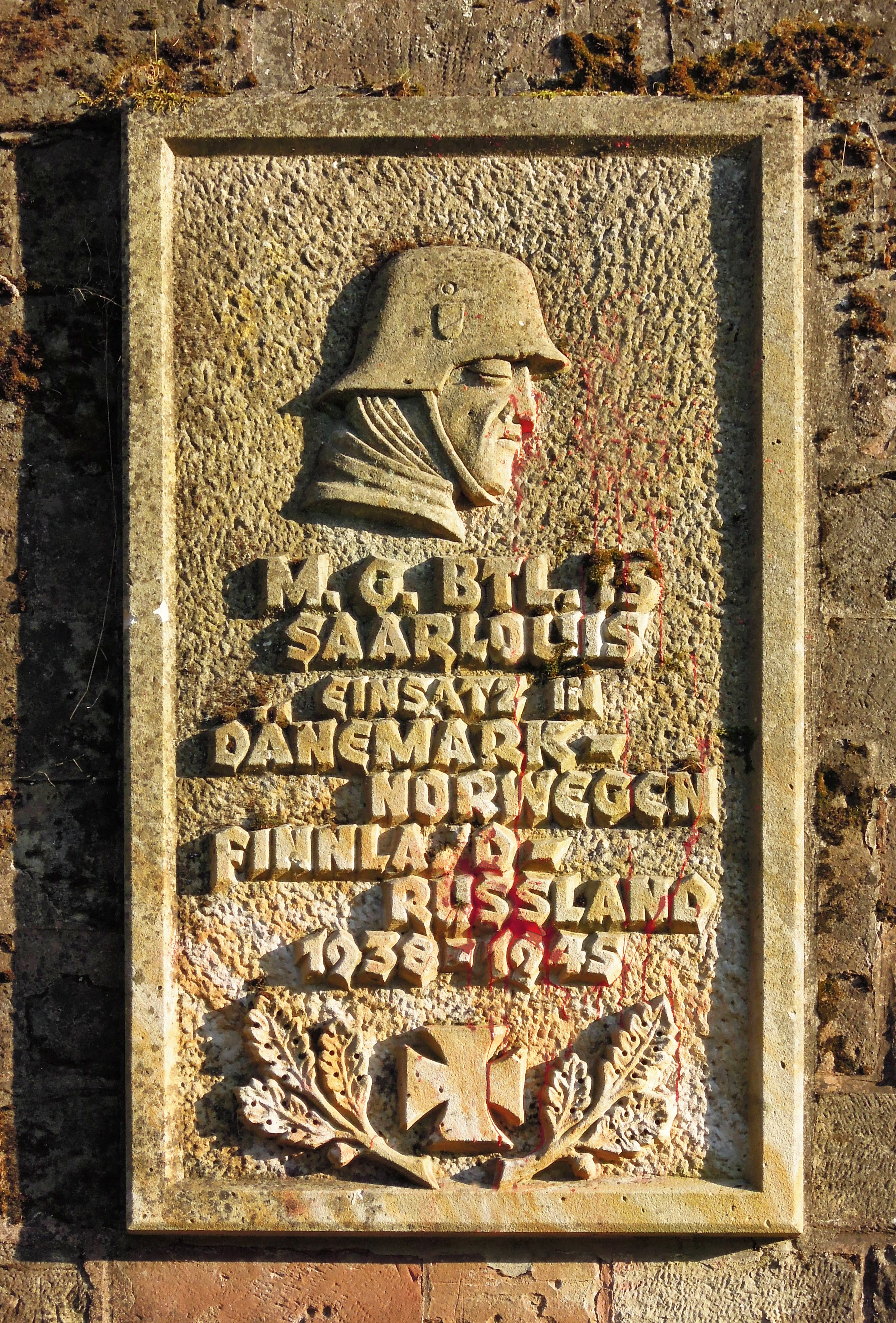
09/1981 angebracht
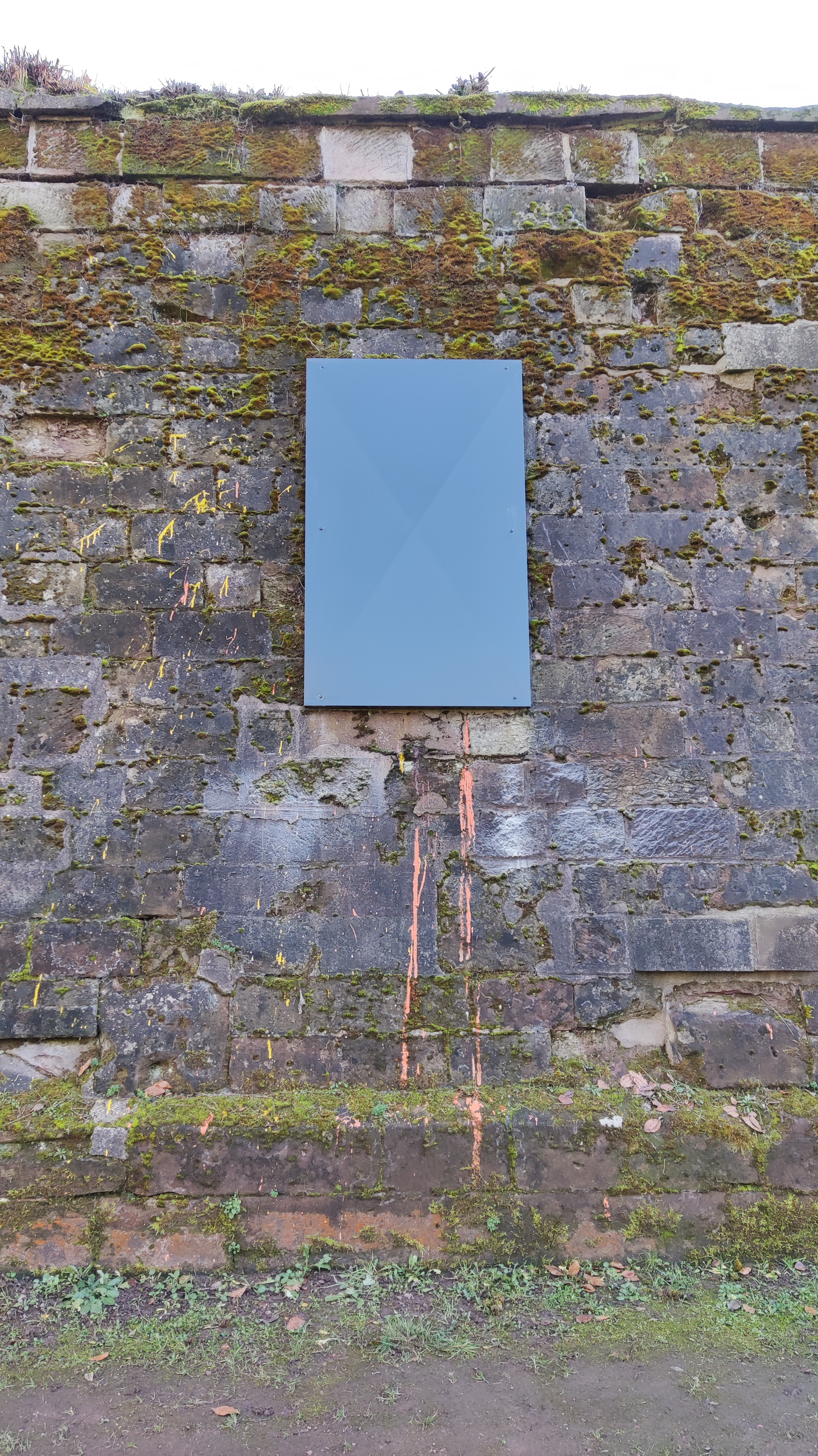
12/2021 abgedeckt
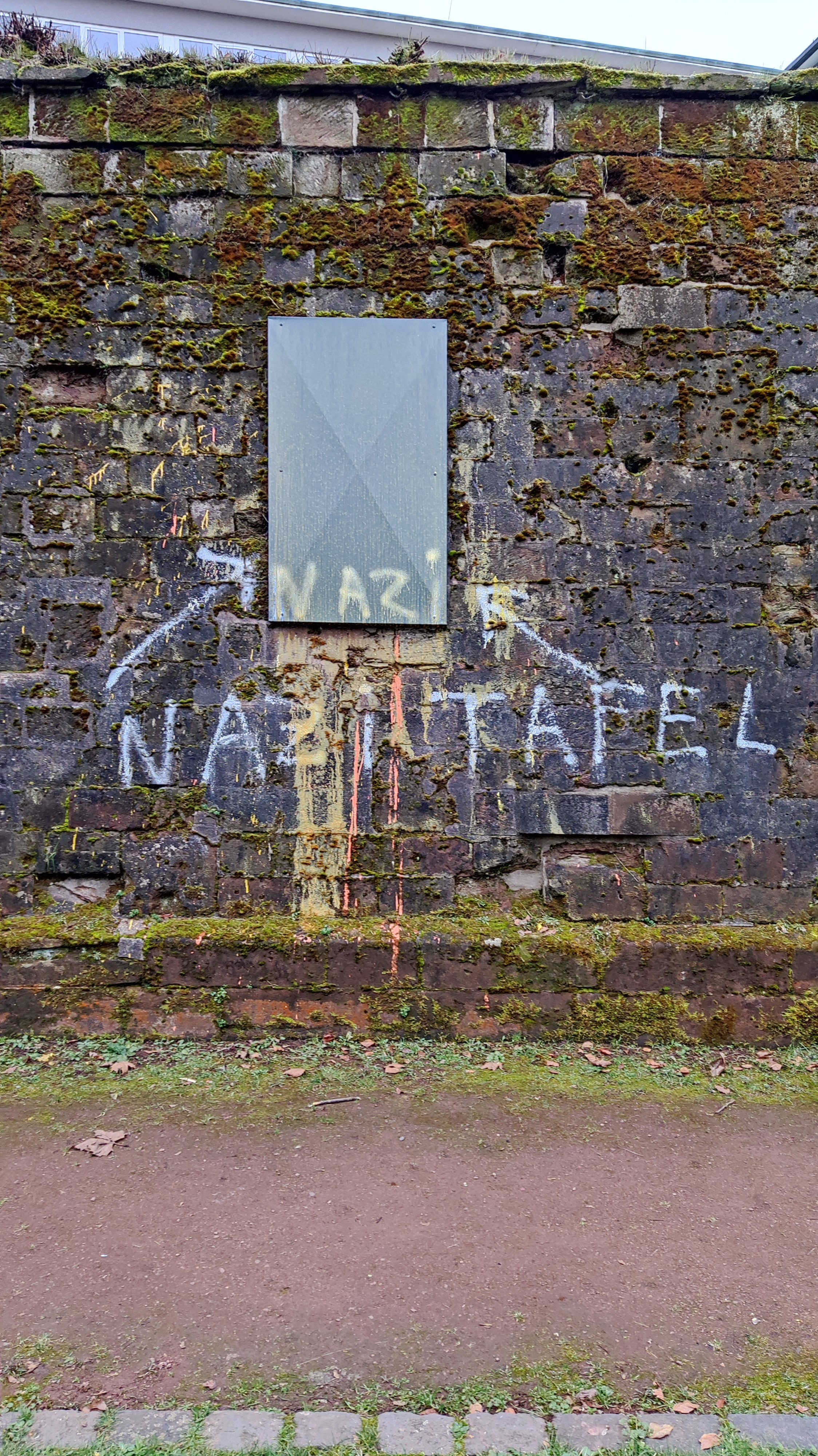
01/2022 beschmiert
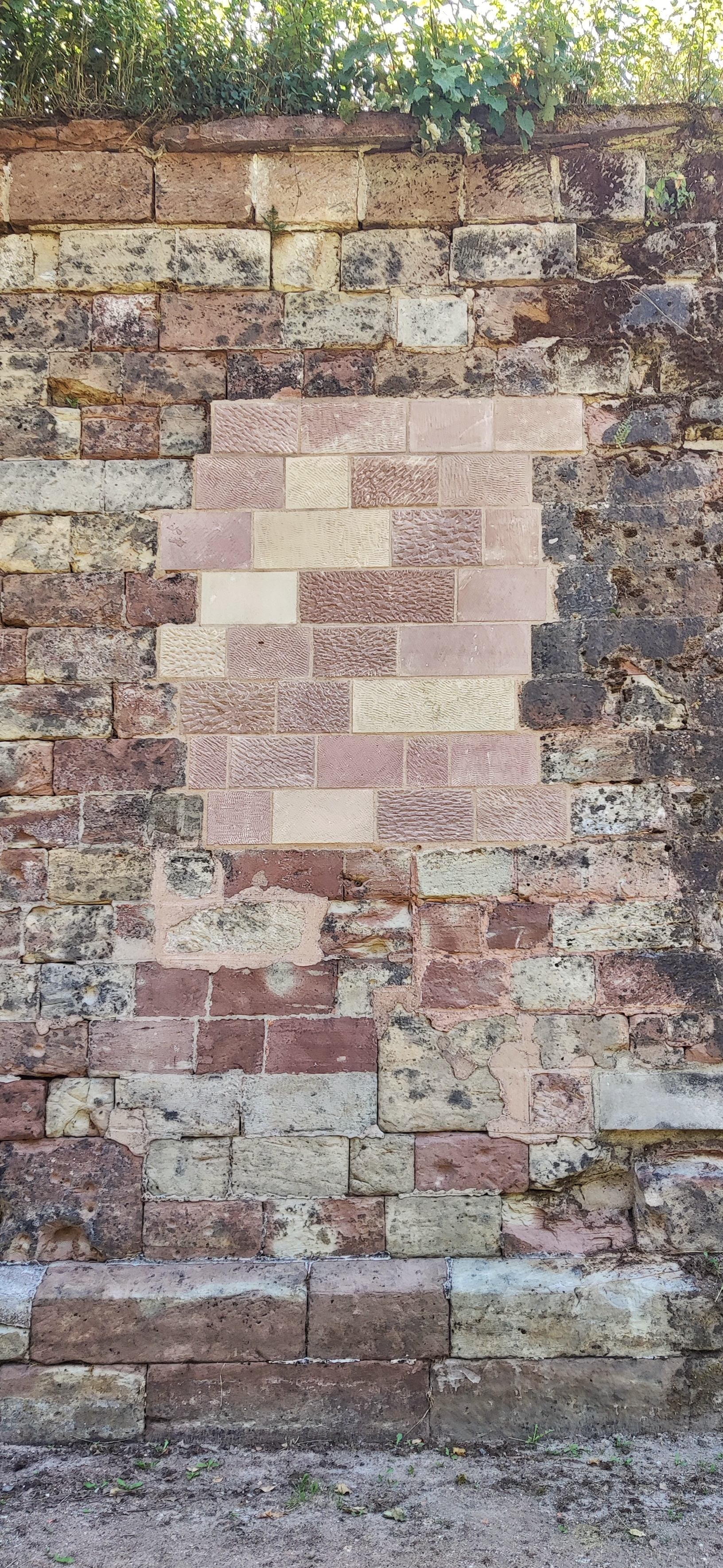
08/2022 entfernt